# (4245) Nairc
(4245) Nairc ist ein Asteroid des Hauptgürtels, der am 29. Oktober 1981 am Purple-Mountain-Observatorium in Nanjing entdeckt wurde.
Der Name ist ein Akronym vom Nanjing Astronomical Instruments Research Center (NAIRC).